# Egton Bridge
Egton Bridge – wieś w Anglii, w hrabstwie North Yorkshire, w dystrykcie (unitary authority) North Yorkshire. Leży na terenie parku narodowego North York Moors, nad rzeką Esk, 57 km na północ od miasta York i 328 km na północ od Londynu.